# حسيك باهت
حسيك باهت (الاسم العلمي: Arrhenatherum pallens) هو نوع نباتي يتبع جنس الحسيك من فصيلة النجيلية.